# Phapitreron frontalis
Phapitreron frontalis ("cebubrunduva", officiellt svenskt trivialnamn saknas) är en fågel i familjen duvor inom ordningen duvfåglar. Den betraktas i allmänhet som underart till större brunduva (Phapitreron amthystinus), men har getts artstatus av Birdlife International och IUCN, som kategoriserar den som akut hotad. Fågeln förekommer enbart på ön Cebu centrala Filippinerna.